# Jan Krukowiecki
Jan Stefan Krukowiecki, en français Jean Étienne Krukowiecki, né le 15 décembre 1770 à Lwów (aujourd'hui Lviv, en Ukraine) et mort le 17 avril 1850 à Popień (voïvodie de Łódź), est un officier polonais, vétéran des guerres napoléoniennes, commandant en chef et président du gouvernement national du royaume de Pologne à la fin de l'insurrection de 1830-1831.

## Biographie

### Origines familiales et formation
Issu d'une famille noble (armoiries Pomian), Jean Krukowiecki est le fils de Pierre, staroste de Lwow, comte autrichien.
Jean Krukowiecki naît peu avant le premier des trois partages de la Pologne (1772, 1793 et 1795) qui mettent fin à la république des Deux Nations (royaume de Pologne et grand-duché de Lituanie), dont le territoire est entièrement réparti entre la Russie, la Prusse et l'Autriche.
Lwow est annexée par l'Autriche dès 1772. Jean Krukowiecki fait des études secondaires au Theresianum de Vienne, établissement pour jeunes nobles.

### Dans l'armée autrichienne
Il entre dans l'armée autrichienne en septembre 1786. Il participe à la guerre contre l'Empire ottoman de 1788-1791 menée par l'Autriche aux côtés de la Russie. Il est promu enseigne en mars 1788, sous-lieutenant en septembre 1788.
Dans les années 1792-1794, il participe à la guerre contre la France révolutionnaire (à partir d'avril 1792) ; il est promu lieutenant en août 1793.
En septembre 1794, Krukowiecki manifeste son désaccord avec l'attitude de l'Autriche envers la Pologne pendant l'insurrection de Kościuszko et donne sa démission de l'armée.
Il passe les 12 années suivantes retiré chez lui.

### Au service de laGrande Armée(1806-1814)
En 1806, pendant la guerre de la Quatrième coalition qui voit l'occupation de Berlin par la Grande Armée et l'arrivée de Napoléon à Varsovie (18 décembre), Krukowiecki rejoint l'armée française avec le grade de capitaine. En décembre 1806, il fait partie de l'état-major du général Suchet.
En mars 1807, il devient chef d'état-major du 1er Régiment d'infanterie, constitué à la fin de 1806 de volontaires polonais (par exemple le futur général Skrzynecki) et qui va devenir un élément de l'armée du duché de Varsovie, État polonais sous tutelle française créé lors de la paix de Tilsit (juillet 1807).
Il est promu commandant en juillet 1808, colonel en octobre 1808, et devient chef d'état-major de la division du général Dombrowski.
En 1812, il participe à la campagne, puis à la retraite de Russie. Il est blessé à Smolensk et reçoit la Légion d'honneur. Il est promu général de brigade en 1813 et prend le commandement d'une brigade de cavalerie. À la bataille de Leipzig, il combat sous les ordres du général Sokolnicki.
Le 1er mars 1814, Krukowiecki reçoit le commandement de la garde d'honneur polonaise à Versailles.

### Au service dutsaret duroyaume de Pologne(1814-1830)
Après l'abdication de Napoléon (avril 1814), alors que le congrès de Vienne envisage la transformation du duché de Varsovie en royaume attribué au tsar Alexandre, « roi de Pologne » (acte final du 9 juin 1815), Alexandre charge Krukowiecki d'aller en Angleterre pour traiter le problème des prisonniers de guerre polonais. Krukowiecki fait son rapport au tsar à Moscou en février 1815.
Il intègre ensuite l'armée du royaume de Pologne. Le titre de comte hérité de son père lui est confirmé en 1820 par le Sénat du royaume de Pologne et en 1824 par le gouvernement russe.
Il commande d'abord des brigades de la 1re ou de la 2e division d'infanterie. Promu général de division en 1829. il prend le commandement de la 1re division d'infanterie.

### Pendant l'insurrection de 1830-1831

#### Les débuts de l'insurrection (29 novembre 1830-4 février 1831)
L'insurrection du royaume de Pologne contre le tsar Nicolas; successeur d'Alexandre, commence le 29 novembre 1830. Un gouvernement provisoire, incluant le général Chlopicki, est installé le 3 décembre. Les négociations avec le tsar échouent, Nicolas exigeant une reddition sans conditions. Le 25 janvier, la diète le destitue du trône de Pologne, proclamant ainsi l'indépendance du royaume, et instaure le Gouvernement national, présidé par le prince Adam Czartoryski.
L'offensive russe, préparée depuis le mois de décembre et conduite par le général Diebitsch commence le 4 février.

#### La guerre russo-polonaise (février-août 1831)
Krukowiecki participe à la bataille de Białołęka, puis à la bataille de Grochow (25 février).
En mars 1831, il devient gouverneur de Varsovie.
Au début du mois d'août, à la suite des vicissitudes de la guerre, l'armée russe, commandée depuis juillet par Ivan Paskevitch, approche dangereusement de Varsovie. Des émeutes éclatent le 15 août, aboutissant notamment à l'exécution de nombreux prisonniers, dont deux généraux, Bukowski et Jankowski.
Krukowiecki n'hésite pas à rétablir l'ordre et il interdit la Société patriotique. Le gouvernement d'Adam Czartoryski démissionne le 16 août. Le lendemain, les pleins pouvoirs sont donnés par la diète à Krukowiecki.

#### Chef du gouvernement (17 août-8 septembre)
Désigné comme « Président du conseil des ministres », il a le pouvoir de nommer les ministres (6) et le commandant en chef. Krukowiecki choisit le général Malachowski, mais avec seulement le titre de vice-commandant en chef.
L'armée russe se trouve aux abords de Varsovie dès le 18 août, mais Paskevitch suspend les opérations en attendant des renforts. Quand ceux-ci arrivent, il se trouve à la tête de 80 000 hommes. Du côté polonais, la capitale est défendue par 28 000 soldats et 10 000 civils armés.
Le 19 août, un conseil de guerre décide l'envoi de deux expéditions : l'une vers le nord pour ravitailler la capitale ; la seconde, 20 000 hommes commandés par le général Ramorino, pour attaquer le corps de Rozen, de seulement 11 000 hommes, sur la route de Brest. Mais Rozen parvient à s'échapper et Ramorino le poursuivant se retrouve à une trop grande distance de Varsovie au moment de l'attaque russe.
Le 4 septembre, Paskevitch propose aux défenseurs de capituler, ce qui est catégoriquement refusé.
Le 6 septembre 1831, l'armée russe attaque la première ligne de défense de Varsovie (avec le fort de Wola), qui tombe vers midi. L'attaque contre la seconde ligne de défense est suspendue par Paskevitch, qui accepte une trêve jusqu'au lendemain 13 h. Les Polonais refusent de nouveau la capitulation. Le 7 septembre, l'offensive russe reprend en début d'après-midi et la seconde ligne de défense tombe après de durs combats. À 22 h, le général Malachowski ordonne à l'armée de passer sur la rive droite de la Vistule, vers le faubourg de Praga. Puis il obtient une trêve pour évacuer Varsovie vers le nord.
Le 8 septembre 1831, le général Krukowiecki, resté à Varsovie, capitule et est fait prisonnier.

### Après l'insurrection (1831-1850)
Il est d'abord exilé à Iaroslavl, de novembre 1831 à mai 1832, puis transféré à Vologda jusqu'en 1835.
Pendant son séjour russe, il tient un journal où il décrit le sort des généraux qui se trouvent en exil avec lui : Michał Radziwiłł, Izydor Krasiński, Ignacy Prądzyński, Walenty Zawadzki, Edward Żółtowski, Franciszek Ksawery Niesiołowski, Ksawery Morawski, Józef Czyżewski, Kazimierz Dziekoński, Jan Tomicki.
Après cette période d'exil, il rentre dans le royaume de Pologne et s'installe à Popeń, propriété appartenant à son épouse (depuis 1820), Helena Krukowiecka née Wolska (1803-1859).
Son titre de comte est de nouveau confirmé au titre de l'Empire russe en 1847.
Il meurt le 17 avril 1850 et est inhumé à Jeżów dans la tombe familiale.

## Décorations
- Croix de chevalier de l'Ordre militaire de Virtuti Militari,
- Grand-croix de l'Ordre royal des Deux-Siciles,
- Troisième classe d'honneur de l'Ordre de Saint-Vladimir,
- Troisième classe d'honneur de l'Ordre national de la Légion d'honneur,
- Seconde classe de l'Ordre de Saint-Stanislas,